# پیتزا هات

کشورهایی که پیتزا هات در آن‌ها شعبه دارد.

پیتزا هات نام یک رستوران زنجیره‌ای بین‌المللی است که طبق آخرین آمار (مارس ۲۰۱۸) ۱۶,۷۹۶ شعبه در ۱۰۰ کشور جهان دارد. مرکز سرپرستی تمامی شعب در شهر آدیسون، تگزاس واقع است و بنیان‌گذاران آن دن کارنی و فرانک کارنی (برادر) با سرمایه ای حدود ۶۰۰ دلار که از مادر خود قرض گرفته بودند در سال ۱۹۵۸ افتتاح کردند. این کمپانی در سال ۱۹۷۷ توسط پپسی خریداری شد و بعد‌ها توسط شرکت یام!برندز که صاحب رستوران کی‌اف‌سی نیز هست خریداری شد.